# Davinder Singh
Davinder Singh (Patiala, 23 settembre 1995) è un calciatore indiano, difensore del Namdhari.

## Carriera
Nel 2013 si unisce alla squadra di calcio della Punjabi University. È stato anche selezionato per la squadra B del Minerva Punjab, squadra militante nella I-League 2nd Division, ma un infortunio gli ha impedito di prendere parte alla competizione. Il 17 agosto 2017 firma per il Mumbai City, nell'Indian Super League. il 13 agosto firma un contratto annuale col Chennaiyin, tuttavia colleziona solo una presenza, subentrando a Jerry Lalrinzuala al 94' il 3 marzo 2022 contro l'ATK Mohun Bagan. A fine stagione non gli viene rinnovato il contratto e rimane svincolato.

## Statistiche

### Presenze e reti nei club
| Stagione        | Squadra         | Campionato      | Campionato | Campionato | Coppe nazionali | Coppe nazionali | Coppe nazionali | Coppe continentali | Coppe continentali | Coppe continentali | Altre coppe | Altre coppe | Altre coppe | Totale | Totale |
| Stagione        | Squadra         | Comp            | Pres       | Reti       | Comp            | Pres            | Reti            | Comp               | Pres               | Reti               | Comp        | Pres        | Reti        | Pres   | Reti   |
| --------------- | --------------- | --------------- | ---------- | ---------- | --------------- | --------------- | --------------- | ------------------ | ------------------ | ------------------ | ----------- | ----------- | ----------- | ------ | ------ |
| 2017-2018       | Mumbai City     | ISL             | 8          | 0          | SC              | 1               | -               | -                  | -                  | -                  | -           | -           | -           | 1      | 0      |
| 2018-2019       | Mumbai City     | ISL             | 0          | 0          | SC              | -               | -               | -                  | -                  | -                  | -           | -           | -           | 0      | 0      |
| Totale carriera | Totale carriera | Totale carriera | 8          | 0          |                 | 1               | 0               |                    | -                  | -                  |             | -           | -           | 9      | 0      |
| 2021-2022       | Chennaiyin      | ISL             | 1          | 0          | -               | -               | -               | -                  | -                  | -                  | -           | -           | -           | 1      | 0      |
| 2022-2023       | Real Kashmir    | IL              | 10         | 0          | SC              | 0               | 0               | -                  | -                  | -                  | -           | -           | -           | 10     | 0      |
| Totale carriera | Totale carriera | Totale carriera | 19         | 0          |                 | 1               | 0               |                    | -                  | -                  |             | -           | -           | 20     | 0      |

### Cronologia presenze e reti in nazionale
| Cronologia completa delle presenze e delle reti in nazionale ― India | Cronologia completa delle presenze e delle reti in nazionale ― India | Cronologia completa delle presenze e delle reti in nazionale ― India | Cronologia completa delle presenze e delle reti in nazionale ― India | Cronologia completa delle presenze e delle reti in nazionale ― India | Cronologia completa delle presenze e delle reti in nazionale ― India | Cronologia completa delle presenze e delle reti in nazionale ― India | Cronologia completa delle presenze e delle reti in nazionale ― India |
| Data                                                                 | Città                                                                | In casa                                                              | Risultato                                                            | Ospiti                                                               | Competizione                                                         | Reti                                                                 | Note                                                                 |
| -------------------------------------------------------------------- | -------------------------------------------------------------------- | -------------------------------------------------------------------- | -------------------------------------------------------------------- | -------------------------------------------------------------------- | -------------------------------------------------------------------- | -------------------------------------------------------------------- | -------------------------------------------------------------------- |
| 9-9-2018                                                             | Dacca                                                                | India                                                                | 2 – 0                                                                | Maldive                                                              | SAFF Championship 2018 - 1º turno                                    | -                                                                    | 53’                                                                  |
| 12-9-2018                                                            | Dacca                                                                | India                                                                | 3 – 1                                                                | Pakistan                                                             | SAFF Championship 2018 - Semifinale                                  | -                                                                    |                                                                      |
| 15-9-2018                                                            | Dacca                                                                | Maldive                                                              | 2 – 1                                                                | India                                                                | SAFF Championship 2018 - Finale                                      | -                                                                    | 45’                                                                  |
| Totale                                                               |                                                                      | Presenze                                                             | 3                                                                    |                                                                      | Reti                                                                 | 0                                                                    |                                                                      |